# Pętla Żuławska

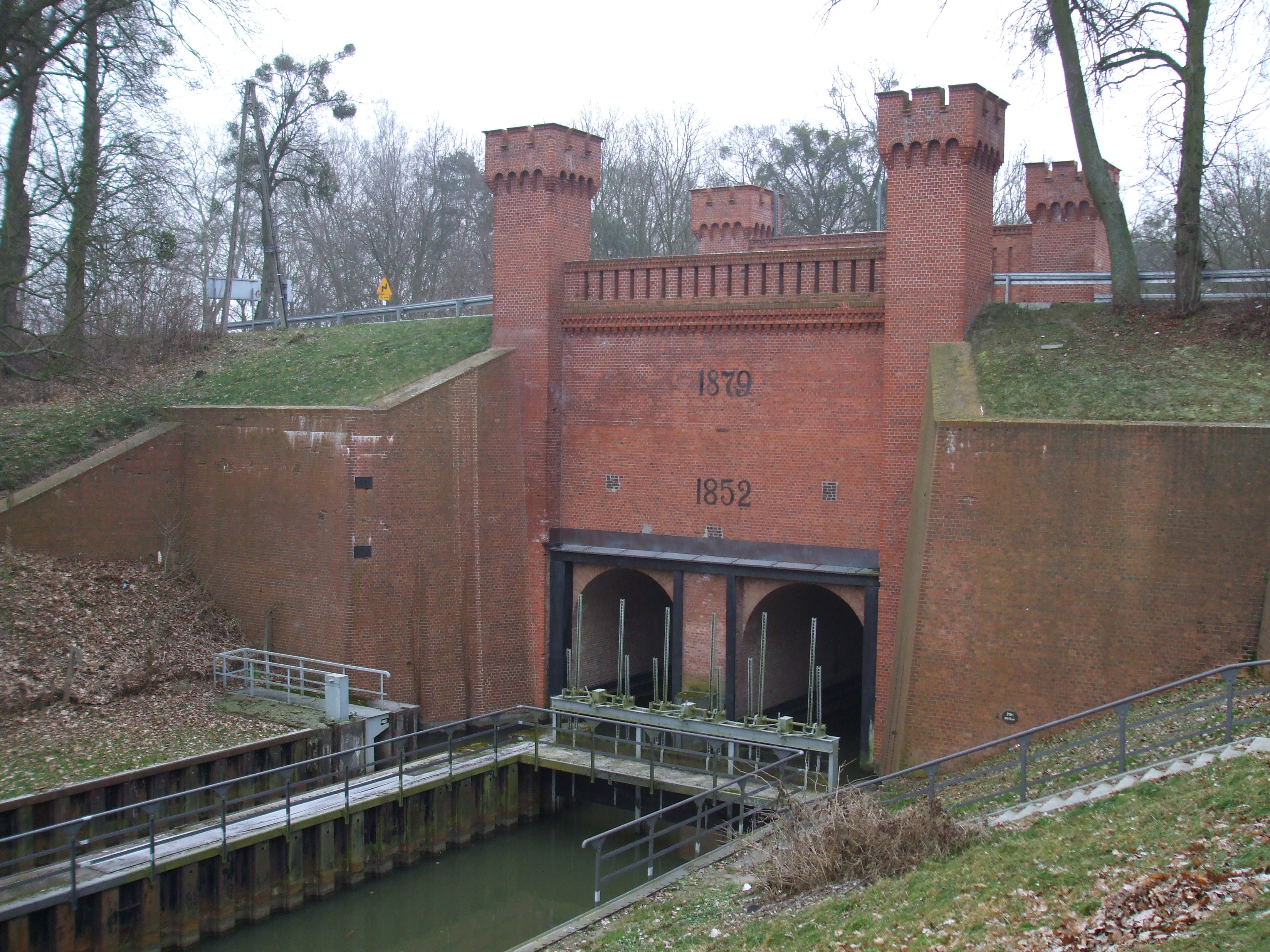
Śluza w Białej Górze między Wisłą a Nogatem, dawna granica Wolnego Miasta Gdańska i Niemiec

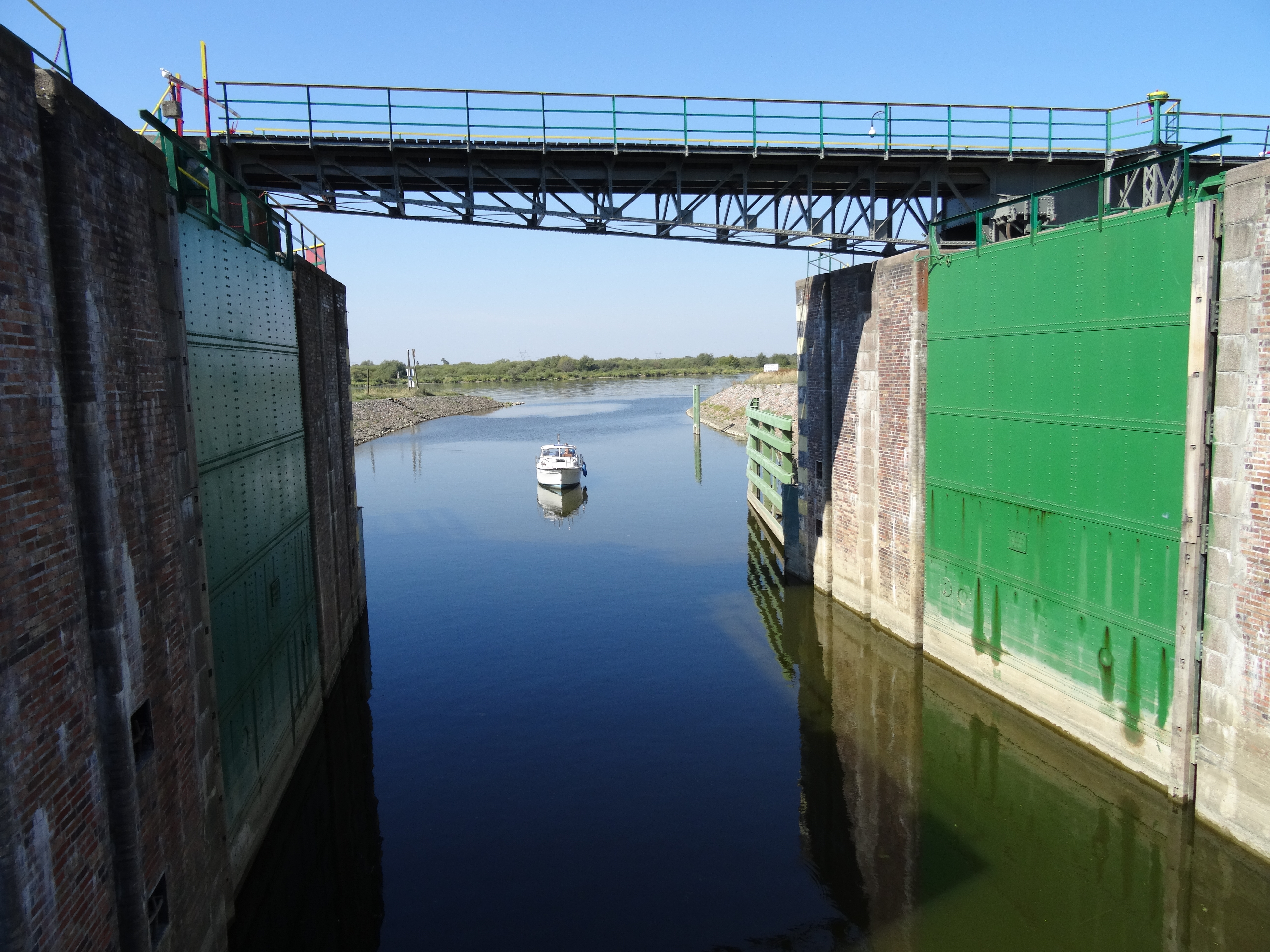
Śluza Gdańska Głowa, widok w stronę Wisły

Pętla Żuławska – droga wodna o długości 303 km, łącząca szlaki wodne Wisły, Martwej Wisły, Szkarpawy, Wisły Królewieckiej, Nogatu, Wisły Śmiałej, Wielkiej Świętej – Tugi, Motławy, Kanału Jagiellońskiego, rzeki Elbląg i Pasłęki z wodami Zalewu Wiślanego. Jest częścią Międzynarodowej Drogi Wodnej E70 biegnącej z Rotterdamu przez Antwerpię i Berlin do Królewca i Kłajpedy.

## Opis
Pętla Żuławska składa się z sieci portów, przystani żeglarskich i pomostów, wybudowanych w ramach Programu Operacyjnego Innowacyjna Gospodarka 2007–2013 Działanie 6.4 „Inwestycje w projekty turystyczne o znaczeniu ponadregionalnym” przez partnerów samorządowych województwa pomorskiego i warmińsko-mazurskiego oraz Regionalny Zarząd Gospodarki Wodnej w Gdańsku.
Wśród atrakcji turystycznych są: muzea, zamki gotyckie, charakterystyczne dla Żuław domy podcieniowe, zabytki hydrotechniczne: śluzy, mosty zwodzone i obrotowe, a także akwedukty, ruiny śluzy na wysuszonym polderze w Marzęcinie i cerkiew w Iławie.
Szlak liczy 303 km długości, na których znajduje się 4 porty i 7 przystani żeglarskich. W 2016 ze szlaku skorzystało 130 tys. żeglarzy.

## Obiekty na trasie Pętli Żuławskiej
- Pomosty cumownicze w Rybinie
- Nabrzeże w Rybinie
- Port żeglarski w Kątach Rybackich
- Śluza Gdańska Głowa
- Port żeglarski w Tolkmicku
- Pomost cumowniczy w Tczewie
- Przystań żeglarska w Białej Górze
- Pomost cumowniczy w Drewnicy
- Przystań żeglarska w Osłonce
- Przystań żeglarska Park Północny w Malborku
- Port jachtowy w Krynicy Morskiej
- Most zwodzony nad śluzą w Przegalinie
- Port żeglarski w Elblągu
- Przystań żeglarska w Błotniku
- Przystań żeglarska w Nowej Pasłęce
- Przystań żeglarska w Braniewie

## Wirtualne zwiedzanie
Za pośrednictwem Internetu istnieje możliwość obejrzenia w trójwymiarowej projekcji przystani, nabrzeży i obiektów Pętli, a także wnętrz budynków.